# Long Way
Long Way је песма америчког музичара Едија Ведера. Објављена је 8. септембра 2021. године за издавачку кућу Republic Records и представљала је први сингл са Ведеровог трећег соло студијског албума Earthling.

## О песми
Ведер је текст написао самостално, док је у компоновању музике сарађивао са тројицом пратећих музичара: Чедом Смитом, Џошом Клингхофером и Ендруом Вотманом, коме је поверена и улога продуцента нумере. Била је ово прва сарадња Ведера са Вотманом, који је у марту 2021. добио награду Греми за продуцента године.
Према часопису Ролинг стоун, песма говори о двоје љубавника којима није било суђено да остану заједно. Сајт Ultimate Classic Rock је у Ведеровим стиховима препознао причу о особама које се суочавају са прогањајућим кајањима и осврћу на делове својих живота које никада неће моћи да промене.
Највише је приметан утицај Тома Петија, посебно у рефрену. Такође, у овој песми је Хамондове оргуље свирао Бенмонт Тенч, један од оснивача групе Tom Petty and the Heartbreakers.
Излазак песме пратио је спот који приказује њен текст у комбинацији са већински црно-белим призорима предела виђених током путовања аутомобилом.

## Музичари
- Еди Ведер — главни вокал, тенор-гитара, пратећи вокали
- Џош Клингхофер — гитара, клавијатуре, клавир
- Ендру Вотман — гитара, клавир, бас-гитара, пратећи вокали
- Чед Смит — бубањ, удараљке
- Бенмонт Тенч — оргуље
- Харпер Ведер — пратећи вокали[1]